# 博科尼亚诺
博科尼亚诺（法語：Bocognano，法語發音：[bɔkɔɲano]）是法国南科西嘉省的一个市镇，属于阿雅克肖区。

## 地理
博科尼亚诺（42°4'52"N, 9°3'24"E）面积71.12 平方千米，位于法国南科西嘉省，该省份位于科西嘉南部，后者为地中海西部的一座岛屿，也是法国的一个单一领土集体，位于法国大陆部分的东南面，意大利半島的西面，最临近的地块是撒丁岛。
与博科尼亚诺接壤的市镇（或旧市镇、城区）包括：巴斯泰利卡、吉索尼、维瓦里奥。

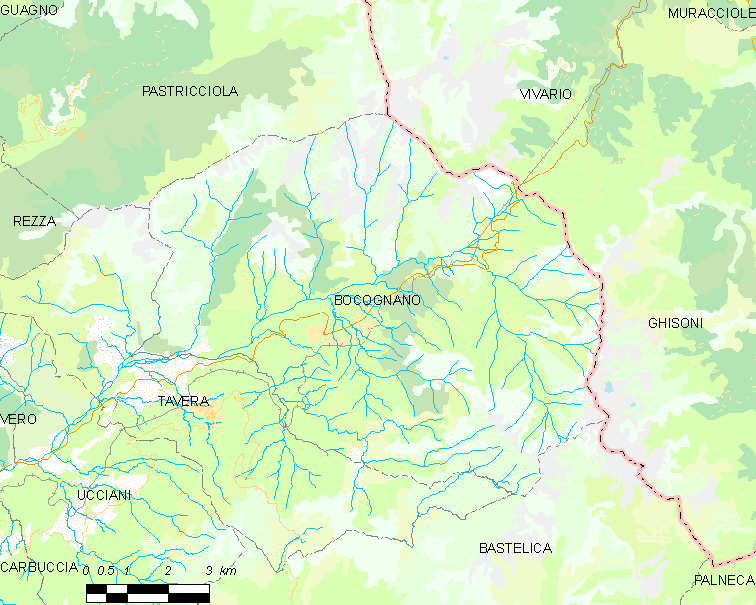
博科尼亚诺的OSM定位图

博科尼亚诺的时区为UTC+01:00、UTC+02:00（夏令时）。

## 行政
博科尼亚诺的邮政编码为20136，INSEE市镇编码为2A040。

## 政治
博科尼亚诺所属的省级选区为格拉诺瓦-普鲁内利县。

## 人口

1962-2008年间博科尼亚诺人口变化图示

博科尼亚诺于2022年1月1日时的人口数量为393人。